# Saga rodu Forsyte’ów (cykl powieści)
Saga rodu Forsyte’ów (ang. The Forsyte Saga) – cykl powieściowy Johna Galsworthy’ego, opublikowany w częściach w latach 1906-1921, a po raz pierwszy pod wspólnym tytułem w 1922. Cykl składa się z trzech powieści i dwóch krótszych utworów o charakterze interludiów.
Saga była głównym tytułem do przyznania Galsworthy’emu Nagrody Nobla w dziedzinie literatury za 1932. W uzasadnieniu napisano: „za wielką sztukę prozatorską której szczytem jest Saga rodu Forsyte’ów, wielotomowa powieść rzeka autora, nad którą pracował przeszło 20 lat twórczej aktywności”.
Pierwsze polskie wydanie ukazało się w 1930 nakładem Towarzystwa Wydawniczego „Rój”, przekładu tomu pierwszego dokonała Róża Centnerszwerowa, drugiego wraz z interludium Babie lato ostatniego Forsyta Jerzy Bohdan Rychliński, zaś trzeciego z interludium Przebudzenie Józef Birkenmajer.

## Utwory wchodzące w skład
- T. 1: Posiadacz (The Man of Property, 1906)
- Babie lato jednego z Forsyte’ów (Indian Summer of a Forsyte, 1918)
- T. 2: W matni (In Chancery, 1920)
- Przebudzenie (Awakening, 1920)
- T. 3: Do wynajęcia (To Let, 1921)

## Historia wydania
Powieść Posiadacz ukazała się w 1906 i stanowiła ówcześnie dla Galsworthy’ego „utwór zamknięty, jako że nie zamierzał on nim inicjować rozbudowanego cyklu”. 12 lat później, w 1918 ukazał się zbiór opowieści Five Tales, który zawierał m.in. poemat prozą Babie lato jednego z Forsyte’ów. Tekst ten był zapowiedzią powrotu do świata Forsyte’ów – już 2 lata później, w 1920 ukazała się dalsza część historii, tom W matni, zaś niespełna rok później, tom 3.  – Do wynajęcia, poprzedzony krótkim opowiadaniem Przebudzenie.

## Fabuła
Akcja rozpoczyna się w 1874, w drugiej połowie epoki wiktoriańskiej. Trzon zamożnej rodziny Forsyte’ów stanowi kilku braci, w tym bogaty handlarz herbatą Jolyon i właściciel renomowanej firmy adwokackiej James. Tytułowy bohater, syn Jamesa, Soames z posiadania rzeczy uczynił sens swojego życia. Zdobywa majątek prowadząc renomowaną firmę adwokacką, a lokuje go w dziełach sztuki, na których dobrze zarabia. Szczytem posiadania w jego mniemaniu jest zdobycie pięknej kobiety. Żeni się więc z piękną, wrażliwą i ubogą Irene, którą traktuje jak swoją własność. Nieszczęśliwa Irene znajduje pocieszenie w ramionach architekta Bosinneya, którego Soames wynajmuje do budowy luksusowej siedziby rodu. Po tym, jak architekt nie wywiązuje się z warunków kontraktu Soames pozywa go do sądu i rujnuje. Wiedząc o zdradzie żony dowodzi swoich praw do niej, wymuszając na niej akt seksualny. Irena porzuca go, ale gdy doprowadzony do ruiny Bossinney ginie pod kołami powozu, osierocona kobieta, nie mając żadnych perspektyw wraca do męża, którego nie kocha.
Drugi tom przedstawia dalsze losy Soamesa i Irene. Para ostatecznie rozwodzi się. Irene poślubia kuzyna Soamesa, młodego Jolyona i rodzi syna, Jona. Z kolei Soames poślubia młodą Francuzkę, Annette Lamotte, z którą ma córkę Fleur. W trzecim tomie opowiedziane są losy dzieci Soamesa i Irene. Fleur i Jon dorastają i zakochują się w sobie. Po tym, jak Jolyon informuje syna o tym, że ojcem jego ukochanej jest były mąż jego matki, Jon nie decyduje się poślubić Fleur i wyjeżdża do Ameryki. Fleur poślubia więc dawnego adoratora, syna baroneta, Michaela Monta. Po śmierci Jolyona owdowiała Irene dołącza do syna za oceanem. Soames dowiaduje się, że i druga żona go zdradza.
Interludium Babie lato jednego z Forsyte’ów to poetycka opowieść o ostatnich dniach życia Stargo Jolyona. Przebudzenie to z kolei opis chwil dzieciństwa Jona, syna Młodego Jolyona i Ireny.

## Ekranizacje

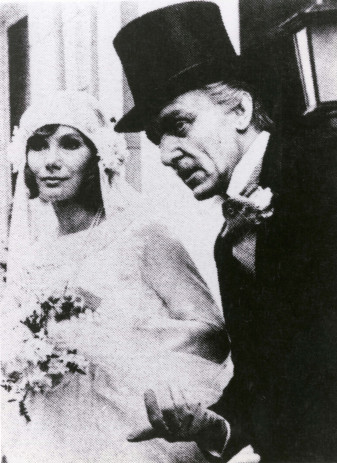
Fotos z serialu BBC z 1967 – Susan Hampshire i Eric Porter jako Fleur i Soames

- W erze kina niemego książka została dwukrotnie zekranizowana w latach 1920 i 1922[16].
- That Forsyte Woman (1949), w rolach głównych Errol Flynn (Soames), Greer Garson (Irene), Walter Pidgeon (Młody Jolyon) i Robert Young jako (Philip Bosinney)[17].
- Saga rodu Forsyte’ów (1967)

26-odcinkowa telewizyjna adaptacja BBC Sagi Forsyte’ów oraz Współczesnej komedii, w której wystąpili: Eric Porter jako Soames, Nyree Dawn Porter jako Irene, Susan Hampshire jako Fleur, Kenneth More jako Młody Jolyon i Joseph O’Conor jako Stary Jolyon była emitowana między 7 stycznia a 1 lipca 1967 w BBC2. Serial, uważany za „pierwszy współczesny telewizyjny dramat kostiumowy” cieszył się olbrzymim powodzeniem. Ostatni odcinek oglądało 18 milionów widzów. Program był sprzedany telewizjom na całym świecie, w tym stał się pierwszym brytyjskim programem telewizyjnym sprzedanym do ZSRR. W Polsce serial miał premierę w 1970 w TVP1 i również cieszył się wielką popularnością, do czego przyczynił się znakomity dubbing przygotowany pod kierunkiem Zofii Dybowskiej-Aleksandrowicz w Studiu Opracowań Filmów w Warszawie. Poszczególne role dubbingowali m.in.: Roman Wilhelmi (Młody Joylon), Zdzisław Tobiasz (Soames), Anna Seniuk (Irene), Jolanta Zykun (Fleur).
- Saga rodu Forsyte’ów (2002–2003), w rolach głównych Damian Lewis, Gina McKee, Rupert Graves i Amanda Root[19].

## Kontynuacja
W latach 20. i 30. autor opisał dalsze dziejów bohaterów zebrane w dwu trylogiach (ostatni tom ukazał się już po śmierci Galsworthy’ego) oraz kilku krótszych utworach. Całość nosi nazwę Kroniki Forsyte’ów.
- Nowoczesna komedia (1924-1928) 
  - T. 1: Biała małpa (The White Monkey)
  - Milczące zaloty (A Silent Wooing)
  - T. 2: Srebrna łyżka (The Silver Spoon)
  - Mijający się w mroku (Passers By)
  - T. 3: Łabędzi śpiew (Swan Song)
- Koniec rozdziału (1930-1933)
  - T. 1: Dziewczyna czeka (Maid in Waiting)
  - T. 2: Kwiat na pustyni (Flowering Wilderness)
  - T. 3: Za rzeką (Over the River)
- Na giełdzie Forsyte’ów (On Forsyte 'Change, 1930)

### Współczesny sequel
W 1994 Suleika Dawson opublikowała współcześnie napisany sequel zatytułowany Forsyte’owie (The Forsytes: The Saga Continues), w której główną bohaterką jest córka Soamesa, Fleur, Lady Mont.